# Dymling

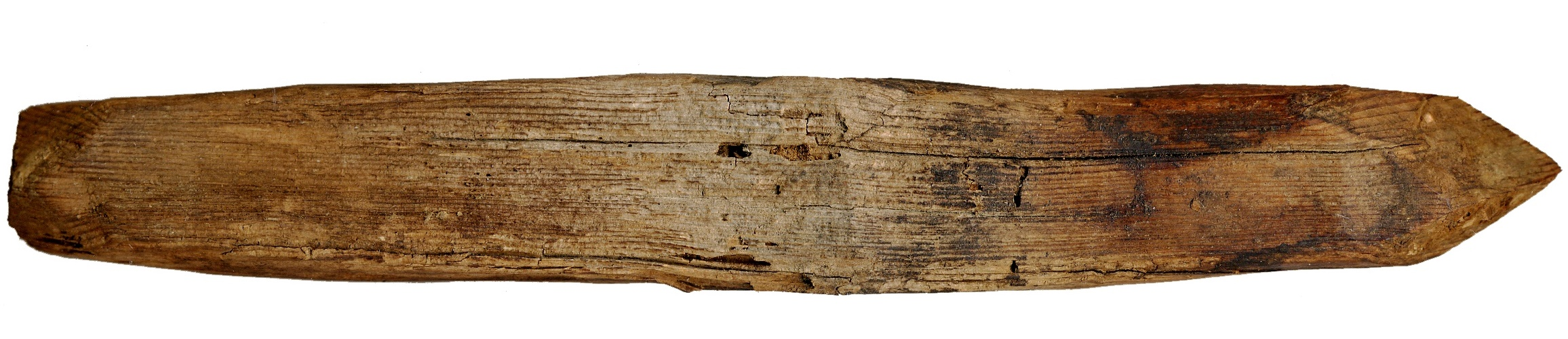
Dymling.

Dymling för sammanfogning av timmerstockar vid hustimring.

Dymling eller nagel, är dels en träplugg även kallad dymmel för sammanfogning av timmerstockar vid till exempel hustimring, dels metoden för osynlig sammanfogning av trädelar. Dymlingen användes före spikens tillkomst, för allehanda sammanfogning av trädetaljer inom båt- och husbyggnad. För husbyggnad i Skandinavien används traditionellt cirka 30 mm grov grankvist som täljs med kniv och görs något tjockare på mitten. Längden är normalt 200–300 mm. Dymlingen görs ofta oval och slås i med den långa sidan i stockarnas fiberriktning. Detta för att dymlingen inte, om den sväller, ska spräcka stockarna den sitter i. En enklare variant är att använda tillsågade fyrkantiga dymlingar av kvistrent trä som knackas ned i det runda hålet.
Hålet görs med en grov borr, en så kallad navare, och sträcker sig genom en och en halv stock